# Felipe Muñoz
Felipe Muñoz (n. 3 februarie 1951, Ciudad de México, Mexic) este un înotător ce a reprezentat Mexic, medaliat olimpic. A participat la 2 ediții ale Jocurilor Olimpice (1968, 1972) în care a câștigat o medalie de aur.